# 23-as busz (Miskolc)
A miskolci 23-as buszjárat a Repülőtér/BOSCH és Szirma kapcsolatát látta el. A vonalat az MVK Zrt. üzemeltette.

## Története
- 1966. július 1.–1976. január 1.: Búza tér – Martintelep, Sík utca
- 1976. január 2.–2006. december 31.: Tiszai pályaudvar – Berzsenyi Dániel utca
- 2022. december 13.- 2022. december 25.: Repülőtér/BOSCH - Szirma (Tiszai pályaudvar érintésével)

Az 1960-as években közlekedett 3A jelzéssel, mely később át lett számozva 23-as jelzésűre, 1977-től a Tiszai pályaudvarig. A 2007-es átszervezés után olvasztották be az időközben újraindult 3A jelzésű járatba.
Az Y-híd átadása után a 23-as járat visszaállításra került Repülőtér/BOSCH - Szirma útvonalra.
2022. december 25-től megszüntetésre került több észrevételre, javaslatra, és módosításra irányuló kérés alapján.

## Útvonala
| 23 (Repülőtér/BOSCH - Szirma) - 2022. december 13.-2022. december 25. | 23 (Repülőtér/BOSCH - Szirma) - 2022. december 13.-2022. december 25. | 23 (Repülőtér/BOSCH - Szirma) - 2022. december 13.-2022. december 25. |
| Perc (↓)                                                              | Megállóhely                                                           | Perc (↑)                                                              |
| 0                                                                     | Repülőtér/BOSCH                                                       | 31                                                                    |
| 1                                                                     | Napsugár Otthon                                                       | 30                                                                    |
| 2                                                                     | Megyei Kórház                                                         | 29                                                                    |
| 4                                                                     | Kassai utca                                                           | 27                                                                    |
| 6                                                                     | Bulcsú utca                                                           | 25                                                                    |
| 7                                                                     | Búza tér (templom)                                                    | 24                                                                    |
| 9                                                                     | Búza tér vá.                                                          | ∫                                                                     |
| 10                                                                    | Búza tér/Zsolcai kapu                                                 | 22                                                                    |
| 11                                                                    | Bajcsy-Zs. utca                                                       | 20                                                                    |
| 12                                                                    | Selyemrét                                                             | 18                                                                    |
| 14                                                                    | Tiszai pu. Volán                                                      | ∫                                                                     |
| ∫                                                                     | Tiszai pu. indulóhely                                                 | 16                                                                    |
| ∫                                                                     | Tiszai pu. leszállóhely                                               | 15                                                                    |
| 15                                                                    | Y-híd                                                                 | 12                                                                    |
| 16                                                                    | Balassa utca                                                          | 11                                                                    |
| 17                                                                    | Martinkertváros kp.                                                   | 10                                                                    |
| 18                                                                    | Balaton utca                                                          | 9                                                                     |
| 19                                                                    | Berzsenyi Dániel utca                                                 | 8                                                                     |
| 21                                                                    | Babits Mihály utca                                                    | 5                                                                     |
| 23                                                                    | Szirma Ált. Iskola                                                    | 4                                                                     |
| 25                                                                    | Mohostó utca                                                          | 3                                                                     |
| 27                                                                    | Berekkert                                                             | ∫                                                                     |
| 29                                                                    | Kelet utca                                                            | ∫                                                                     |
| ∫                                                                     | Erkel Ferenc utca                                                     | 2                                                                     |
| ∫                                                                     | Bogáncs utca                                                          | 1                                                                     |
| 30                                                                    | Szirma                                                                | 0                                                                     |
| --------------------------------------------------------------------- | --------------------------------------------------------------------- | --------------------------------------------------------------------- |